# Ivanili Heights
Die Ivanili Heights (englisch; bulgarisch Иванилски възвишения Iwanilski waswischenija) sind ein im Stargel Peak bis zu 1350 m hohes, in nord-südlicher Ausrichtung 10 km langes und 7,5 km breites Gebirge an der Oskar-II.-Küste des Grahamlands auf der Antarktischen Halbinsel. Begrenzt wird es durch den Breniza-Gletscher im Westen und den Rogosch-Gletscher im Osten. Nach Norden besteht über den Okorsh Saddle eine Verbindung zum Foster-Plateau.
Britische Wissenschaftler kartierten es 1978. Die bulgarische Kommission für Antarktische Geographische Namen benannte es 2013 nach der Ortschaft Iwanili im Norden Bulgariens.